# チアゴ・ロドリゲス・ジ・ソウザ
チアゴ（Thiago）こと、チアゴ・ロドリゲス・ジ・ソウザ（Thiago Rodrigues de Souza 、1997年3月18日 - ）は、ブラジル・カンポ・グランデ出身のプロサッカー選手。クラコヴィア所属。ポジションは、ミッドフィールダー。